# Zimowa Uniwersjada 2013
26. Zimowa Uniwersjada – zawody sportowe, które odbyły się między 11 a 21 grudnia 2013 roku we włoskim mieście Trydent.
Początkowo uniwersjada miała odbyć się w słoweńskim Mariborze, ale w lutym 2012 roku z powodu problemów finansowych gospodarze podjęli decyzję o wycofaniu się z organizacji imprezy. W marcu 2012 roku Międzynarodowa Federacja Sportu Uniwersyteckiego ogłosiła, że uniwersjadę zorganizuje włoskie miasto Trydent.

## Kandydaci
Jedynym kandydatem do organizacji zimowej uniwersjady w 2013 roku był słoweński Maribor. Zainteresowanie organizacją tej imprezy wykazały kazachskie miasto Ałma-Ata oraz kanadyjskie Calgary. Nie zgłosiły jednak oficjalnych kandydatur. Ałmaty otrzymały prawo organizacji zimowej uniwersjady w 2017 roku.
Całkowity budżet na organizację uniwersjady wynosił 252 600,00 euro, z czego 71,8 milionów zostało przeznaczone na budowę obiektów sportowych. Na budowę i remont zakwaterowania przeznaczono 158 milionów, a na pozostałą infrastrukturę taką jak drogi, gondole wyasygnowano 22,8 miliona euro.

## Dyscypliny
Zawodnicy podczas zimowej uniwersjady rywalizowali w 66 konkurencjach w 12 dyscyplinach. Mężczyźni startowali w 33 konkurencjach, a kobiety w 29, natomiast w czterech wystartowały zespoły mieszane. Większość dyscyplin jest rozgrywana na zimowych igrzyskach olimpijskich, a także w innych dużych imprezach sportowych. Wyjątkiem są konkurencje w łyżwiarstwie synchronicznym oraz w mieszanym drużynowym sprincie w biegach narciarskich. W porównaniu z zawodami z 2011 roku do programu dodano łyżwiarstwo szybkie.
| - Biathlon (9) - Biegi narciarskie (11) - Curling (2) - Hokej na lodzie (2) | - Kombinacja norweska (3) - Łyżwiarstwo figurowe (4) - Łyżwiarstwo szybkie (12) - Narciarstwo alpejskie (10) | - Narciarstwo dowolne (4) - Short track (8) - Skoki narciarskie (5) - Snowboard (8) |

## Reprezentacje uczestniczące w XXVI Zimowej Uniwersjadzie
| - Australia (21) - Austria (31) - Azerbejdżan (2) - Białoruś (17) - Belgia (9) - Bośnia i Hercegowina (5) - Brazylia (1) - Bułgaria (12) - Chińska Republika Ludowa (58) - Chińskie Tajpej (6) - Chorwacja (13) - Czechy (72) - Estonia (14) - Finlandia (32) - Francja (36) - Gruzja (2) - Hiszpania (31) | - Holandia (11) - Hongkong (1) - Indie (1) - Iran (3) - Japonia (119) - Kanada (107) - Kazachstan (49) - Korea Południowa (72) - Litwa (6) - Łotwa (28) - Macedonia Północna (2) - Meksyk (2) - Monako (1) - Mongolia (4) - Niemcy (26) - Nowa Zelandia (7) - Norwegia (33) | - Polska (83) - Południowa Afryka (1) - Rosja (183) - San Marino (1) - Serbia (9) - Słowacja (51) - Słowenia (35) - Stany Zjednoczone (107) - Szwajcaria (56) - Szwecja (56) - Tajlandia (1) - Turcja (27) - Ukraina (87) - Węgry (17) - Wielka Brytania (55) - Włochy (101) |

## Obiekty sportowe
W poniższej tabeli zostały wyszczególnione obiekty, na których rozgrywano konkurencje podczas zimowej uniwersjady.
| Obiekt                                 | Położenie         | Rozgrywane dyscypliny                                    | Pojemność |
| -------------------------------------- | ----------------- | -------------------------------------------------------- | --------- |
| Stadio del Ghiaccio                    | Baselga di Pinè   | Łyżwiarstwo szybkie                                      | b.d.      |
| Rink del Ghiaccio Basegla di Pinè      | Baselga di Pinè   | Curling                                                  | 1802      |
| Canalon                                | Monte Bondone     | Snowboarding (Slalom gigant)                             | b.d.      |
| Lavanman                               | Monte Bondone     | Snowboard (cross), Narciarstwo dowolne (cross)           | b.d.      |
| Park del Nive de Monte Bondone         | Monte Bondone     | Snowboard (pozostałe), Narciarstwo dowolne (pozostałe)   | b.d.      |
| Pergine Valsugana Ghiaccio Hall        | Pergine Valsugana | Hokej na lodzie (kobiet)                                 | 1802      |
| Trento Ghiaccio Arena                  | Trydent           | Łyżwiarstwo figurowe, Short track                        | b.d.      |
| Trydent                                | Trydent           | Ceremonia otwarcia                                       | 2160      |
| Alloch                                 | Val di Fassa      | Narciarstwo alpejskie (slalom, slalom gigant)            | b.d.      |
| Nuova cima Uomo                        | Val di Fassa      | Narciarstwo alpejskie (supergigant, zjazd)               | b.d.      |
| Stadio del Ghiaccio de Gianmario Scola | Canazei           | Hokej na lodzie (mężczyzn)                               | 1600      |
| Canazei                                | Canazei           | Ceremonia zamknięcia                                     | 1500      |
| Tesero                                 | Val di Fiemme     | Biathlon, Biegi narciarskie, Kombinacja norweska (biegi) | b.d.      |
| Predazzo                               | Val di Fiemme     | Skoki narciarskie, Kombinacja norweska (skoki)           | b.d.      |
| Stadio del Ghiaccio de Cavalese        | Cavalese          | Hokej na lodzie (mężczyzn)                               | b.d.      |

## Terminarz zawodów
| ● | Ceremonia otwarcia |  | Eliminacje | ● | Zawody finałowe |  | Pokaz mistrzów | ● | Ceremonia zamknięcia |

| Grudzień              | Grudzień              | 10 Wt | 11 Śr | 12 Czw | 13 Pt | 14 Sob | 15 Nd | 16 Pon | 17 Wt | 18 Śr | 19 Czw | 20 Pt | 21 Sob |    |
| --------------------- | --------------------- | ----- | ----- | ------ | ----- | ------ | ----- | ------ | ----- | ----- | ------ | ----- | ------ | -- |
| Ceremonie             | Ceremonie             | ●     |       |        |       |        |       |        |       |       |        | ●     |        |    |
| Biathlon              | Biathlon              |       |       |        | ● ●   |        | ● ●   | ● ●    |       | ●     |        | ● ●   |        | 9  |
| Biegi narciarskie     | Biegi narciarskie     |       |       | ● ●    |       | ● ●    | ●     |        | ● ●   |       | ● ●    | ●     | ●      | 11 |
| Curling               | Curling               |       |       |        |       |        |       |        |       |       |        | ● ●   |        | 2  |
| Hokej na lodzie       | Hokej na lodzie       |       |       |        |       |        |       |        |       |       |        | ●     | ●      | 2  |
| Kombinacja norweska   | Kombinacja norweska   |       |       |        | ●     |        |       | ●      |       | ●     |        |       |        | 3  |
| Łyżwiarstwo figurowe  | Łyżwiarstwo figurowe  |       |       | ●      | ●●    | ●      | ●     |        |       |       |        |       |        | 5  |
| Łyżwiarstwo szybkie   | Łyżwiarstwo szybkie   |       |       |        | ●●    | ●●     | ●●    |        | ●●    | ●●    | ●●     |       |        | 12 |
| Narciarstwo alpejskie | Narciarstwo alpejskie |       |       |        | ●●    | ●      | ●     |        | ●     | ●     |        | ●●●●  |        | 10 |
| Narciarstwo dowolne   | Narciarstwo dowolne   |       |       |        |       |        | ●●    |        |       | ●●    |        |       |        | 4  |
| Short track           | Short track           |       |       |        |       |        |       |        |       | ●●    | ●●     | ●●●●  |        | 8  |
| Skoki narciarskie     | Skoki narciarskie     |       |       |        |       | ●●     |       |        | ●     | ●     |        | ●     |        | 5  |
| Snowboard             | Snowboard             |       |       | ●●     |       |        |       |        | ●●    |       | ●●     |       | ●●     | 8  |
| Złote medale          | Złote medale          |       |       | 5      | 9     | 8      | 9     | 3      | 8     | 10    | 8      | 15    | 14     |    |

## Tabela medalowa
Po 78 z 78 konkurencji
| Lp. | Kraj              | złoto | srebro | brąz | razem |
| --- | ----------------- | ----- | ------ | ---- | ----- |
| 1.  | Rosja             | 15    | 16     | 19   | 50    |
| 2.  | Polska            | 10    | 10     | 3    | 23    |
| 3.  | Korea Południowa  | 8     | 9      | 7    | 24    |
| 4.  | Chiny             | 5     | 2      | 3    | 10    |
| 5.  | Czechy            | 4     | 3      | 6    | 13    |
| 6.  | Włochy            | 3     | 5      | 5    | 13    |
| 7.  | Francja           | 3     | 4      | 1    | 8     |
| 8.  | Ukraina           | 3     | 3      | 3    | 9     |
| 9.  | Finlandia         | 3     | 2      | 3    | 8     |
| 10. | Austria           | 3     | 2      | 1    | 6     |
| 11. | Japonia           | 3     | 1      | 4    | 8     |
| 12. | Serbia            | 3     | 0      | 1    | 4     |
| 13. | Kanada            | 2     | 3      | 3    | 8     |
| 14. | Słowacja          | 2     | 3      | 0    | 5     |
| 15. | Kazachstan        | 2     | 2      | 1    | 5     |
| 16. | Szwajcaria        | 1     | 3      | 4    | 8     |
| 17. | Szwecja           | 1     | 2      | 1    | 4     |
| 18. | Słowenia          | 1     | 1      | 2    | 4     |
| 18. | Stany Zjednoczone | 1     | 1      | 2    | 4     |
| 20. | Norwegia          | 1     | 1      | 1    | 3     |
| 20. | Węgry             | 1     | 1      | 1    | 3     |
| 22. | Holandia          | 1     | 0      | 1    | 2     |
| 23. | Hiszpania         | 1     | 0      | 0    | 1     |
| 23. | Monako            | 1     | 0      | 0    | 1     |
| 23. | Nowa Zelandia     | 1     | 0      | 0    | 1     |
| 26. | Białoruś          | 0     | 1      | 1    | 2     |
| 26. | Niemcy            | 0     | 1      | 1    | 2     |
| 28. | Azerbejdżan       | 0     | 1      | 0    | 1     |
| 28. | Wielka Brytania   | 0     | 1      | 0    | 1     |
| 30. | Australia         | 0     | 0      | 1    | 1     |
| 30. | Chińskie Tajpej   | 0     | 0      | 1    | 1     |
| 30. | Litwa             | 0     | 0      | 1    | 1     |